# 오모테나시 (우주선)
오모테나시(OMOTENASHI, Outstanding MOon exploration TEchnologies demonstrated by NAno Semi-Hard Impactor)는 6U 큐브샛 포맷의 소형 우주선이자 반경성 착륙선으로, 달 표면에 착륙하여 탐구하는 저비용 기술을 시연하기 위해 만들어졌다. 또, 이 큐브샛은 달 표면 외에도 달 주변의 방사 환경을 측정한다. 오모테나시(일본어: おもてなし)는 일본어로 "환대", "대접"을 의미한다.
오모테나시는 13개의 큐브샛 가운데 하나로, 2021년 발사가 예정되어 있다.

## 같이 보기
- NEA 스카우트
- 바이오 센티넬
- 스카이파이어 (우주선)
- 루나 플래쉬라이트